# Xyris phaeocephala
Xyris phaeocephala là một loài thực vật hạt kín trong họ Hoàng đầu. Loài này được Kral & Wand. miêu tả khoa học đầu tiên năm 1995.